# Druga plama
Druga plama (ang. The Adventure of the Second Stain) – opowiadanie Arthura Conana Doyle’a z serii przygód detektywa Sherlocka Holmesa. Po raz pierwszy opublikowane w czasopiśmie „The Strand Magazine” w grudniu 1904 (rysunki Sidney Paget) następnie w „Collier’s Weekly” w styczniu 1905 (rysunki Frederic Dorr Steele). Przedrukowane w tomie Powrót Sherlocka Holmesa w marcu 1905 r.
O sprawie tej po raz pierwszy wspomniano na początku opowiadania Traktat Morski. 
Z rezydencji brytyjskiego sekretarza stanu do spraw europejskich Trelawneya Hope’a zaginął list, którego ujawnienie może zagrozić pogorszeniem sytuacji w innym kraju i konsekwentnie spowodować wojnę. Holmes proszony o odnalezienie listu przez samego premiera, który w tajemnicy przybył w tej sprawie na Baker Street, bezskutecznie chce poznać więcej szczegółów sprawy. List – jeśli znalazł się w rękach któregoś ze szpiegowskich kurierów – powinien być już poza granicami, jednak brak danych by został ujawniony. Detektyw, mając za mało danych, postanawia zacząć rozwiązywanie zagadki od innego końca. Pociesza się, iż skoro za granicą panuje spokój, może list jest jeszcze w kraju. Tylko trzech szpiegów jest zdolnych do tak śmiałych poczynań: Oberstein, La Rothiere i Edward Lucas – zauważa. Ostatni z wymienionych został właśnie zamordowany w swym mieszkaniu – odpowiada doktor Watson przeglądając poranną prasę. Holmes postanawia przeprowadzić wizję lokalną. W mieszkaniu Lucasa (będącym jego punktem kontaktowym) inspektor Lestrade zapytuje dlaczego plama krwi na dywanie jest w innym miejscu niż na podłodze. Plamy musiały się pokrywać, ale dywan przesunięto. Holmes i Watson odkrywają pod dywanem skrytkę, mają nadzieję znaleźć list, lecz skrytka została już opróżniona. Policjant pilnujący pokoju zeznaje, iż przyszła tam jakaś dama w odpowiedzi na ogłoszenie o pracę dla maszynistki. Holmes pokazuje mu czyjeś zdjęcie, posterunkowy potwierdza. Detektyw wie już, gdzie znajduje się feralny list.
Ekranizacje:
- 1922 Holmes – Eille Norwood, Watson – Hubert Willis[1].
- 1951 Holmes – Alan Wheatley, Watson – Raymond Francis[2].
- 1968 Holmes – Peter Cushing, Watson – Nigel Stock[3].
- 1986 Holmes – Jeremy Brett, Watson – Edward Hardwicke[4].
- 1986 Holmes – Wasilij Liwanow, Watson – Witalij Sołomin[5].